# Jarosławsko
Jarosławsko [jarɔˈswafskɔ] (trước đây là Gerzlow Nm của Đức) là một ngôi làng thuộc khu hành chính của Gmina Pełczyce, thuộc quận Choszczno, West Pomeranian Voivodeship, ở phía tây bắc Ba Lan.

## Vị trí
Nó nằm khoảng 9 kilômét (6 mi) về phía đông nam Pełczyce, 18 km (11 mi) phía nam Choszczno, và 73 km (45 mi) về phía đông nam của thủ đô khu vực Szczecin.

## Lịch sử
Trước năm 1945, khu vực này là một phần của Đức. Đối với lịch sử của khu vực, xem Lịch sử của Pomerania.